# Johan Fritzner Heiberg

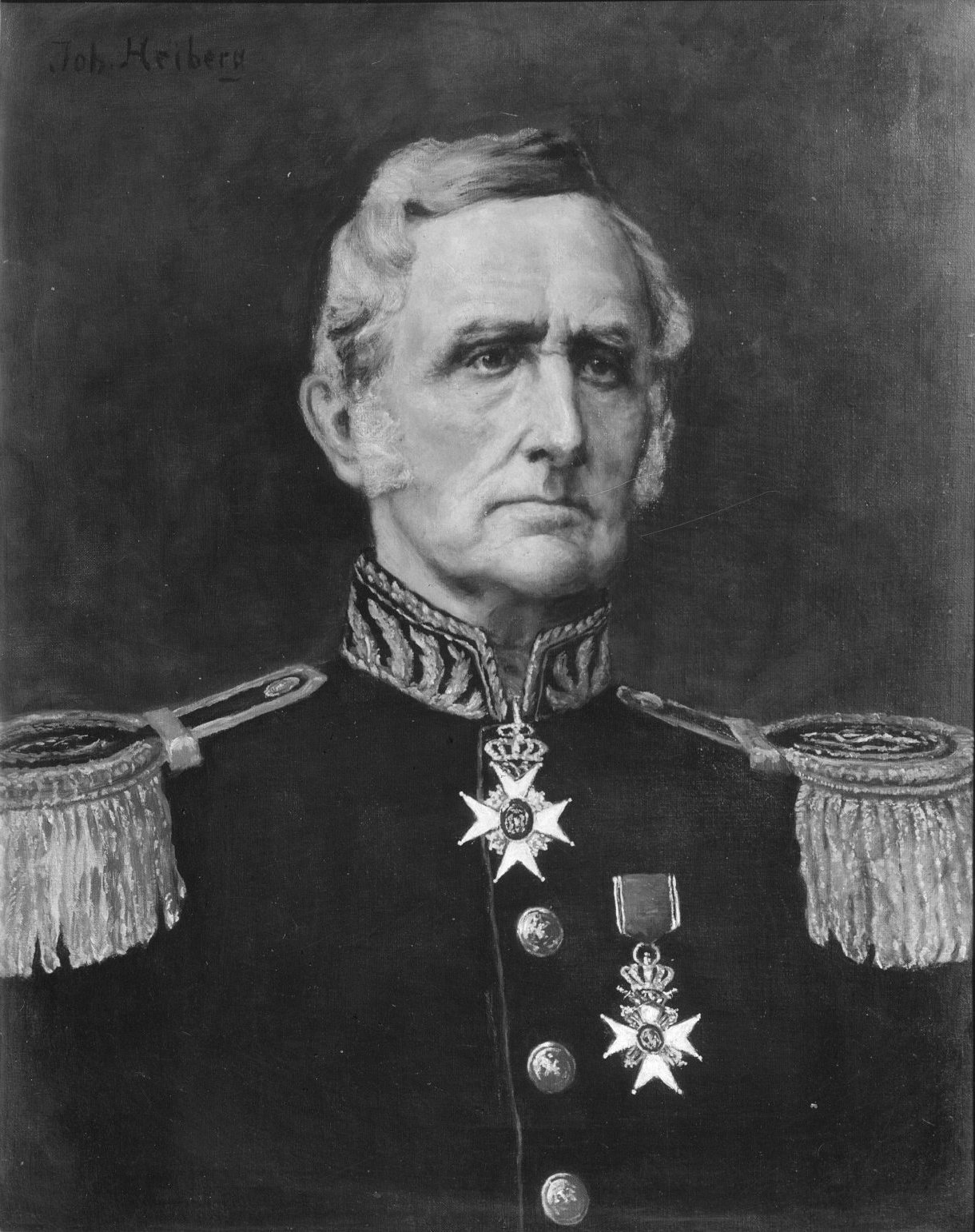
Johan Fritzner Heiberg, porträtterad av Wilhelm Holter.

Johan Fritzner Heiberg, född den 11 juni 1805 i Bergen, död den 4 mars 1883, var en norsk läkare. Han var bror till Christen Heiberg samt far till Jacob Munch Heiberg och Axel Heiberg.
Heiberg blev 1825 student och 1832 candidatus medicinæ. Från 1829 var han under en lång följd av år prosektor vid universitetet och 1837 blev han medicine licentiat. År 1841 blev Heiberg brigadläkare vid artilleriet och 1853 generalkirurg vid norska armén. En av honom 1854 framlagd plan till reformering av militärläkarväsendet genomfördes först efter hans död genom organisationsplanen från den 13 juli 1887. Åren 1842–1845 utgav Heiberg "Ugeskrift for medicin og farmaci".